# St. Michael (Königsdorf)

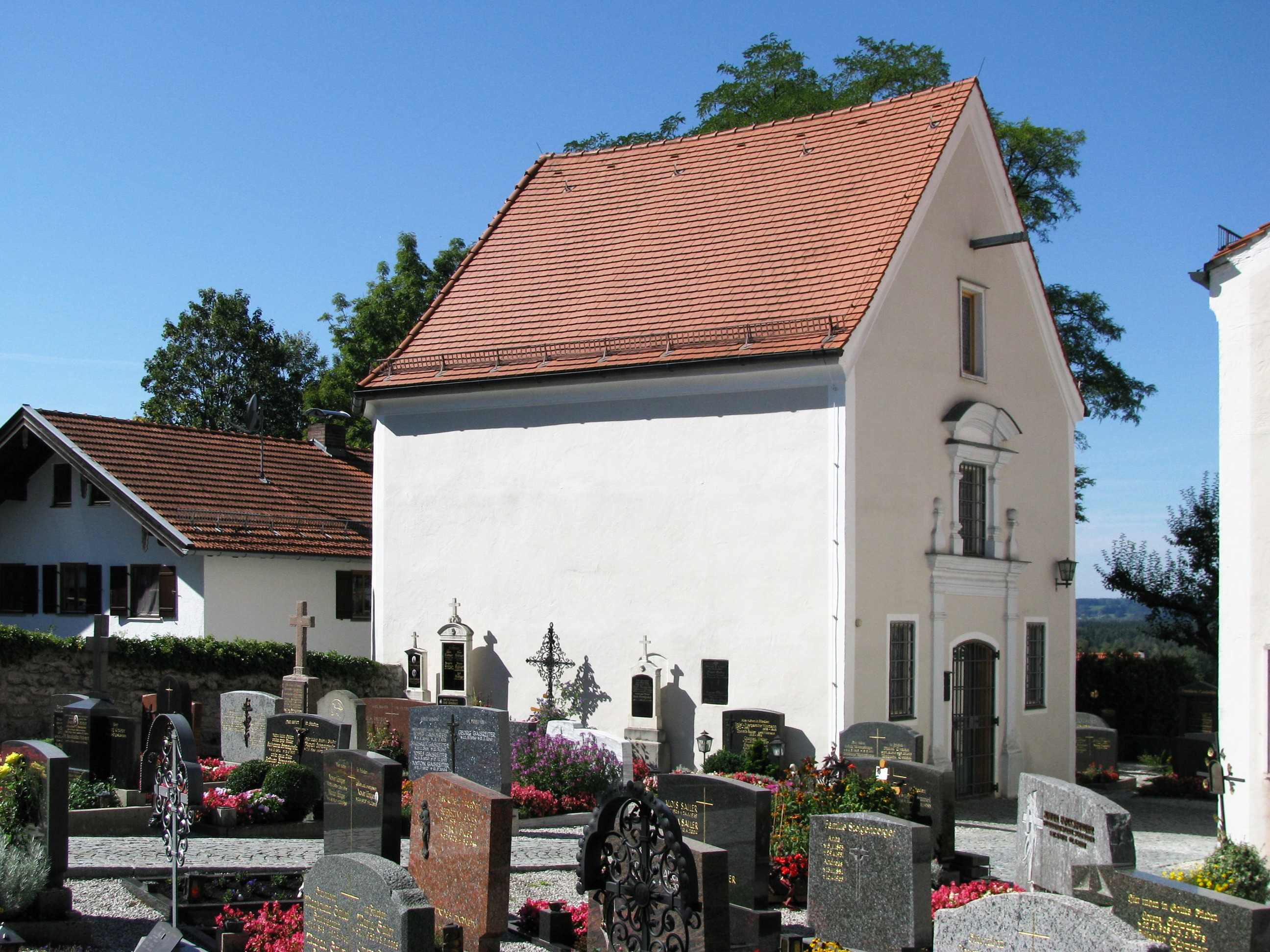
Kapelle St. Michael in Königsdorf

Die katholische Kapelle St. Michael in Königsdorf, einer Gemeinde im oberbayerischen Landkreis Bad Tölz-Wolfratshausen, wurde im Kern wohl im 16./17. Jahrhundert errichtet und 1733 im Stil des Barocks umgestaltet. Die Kapelle an der Beuerberger Straße 4, neben der Pfarrkirche St. Laurentius, ist ein geschütztes Baudenkmal.
Der Saalbau wurde aus Tuffsteinmauerwerk errichtet. Nach der Säkularisation im Jahr 1803 sollte die Kapelle abgebrochen werden. Der Pfarrer und die Gemeinde konnten dies verhindern und daraufhin wurde die Kapelle zu einem Schulgebäude umgebaut. Nach dem Neubau der Schule blieb das Gebäude lange Zeit ungenutzt. 1966 wurde die Kapelle wieder in ihren ursprünglichen Zustand versetzt und seitdem wird sie als Friedhofskapelle genutzt.
Die beiden Seitenaltargemälde zeigen den heiligen Franz Xaver und den heiligen Johannes Nepomuk. Der Hauptaltar war dem Erzengel Michael geweiht, das Altarbild ist nicht mehr erhalten.